# Ilyophis brunneus
Espèce
Ilyophis brunneus est une espèce de poissons téléostéens serpentiformes vivant entre 450 et 3 120 m de profondeur.